# Micromorphus albipes
Micromorphus albipes är en tvåvingeart som först beskrevs av Zetterstedt 1843.  Micromorphus albipes ingår i släktet Micromorphus och familjen styltflugor. Arten är reproducerande i Sverige. Inga underarter finns listade i Catalogue of Life.